# ピコピコハンマー
ピコピコハンマーは、古くからある玩具の一種である。「ピコハン」と略されることもある。なおこの呼称は一般に広く認知されている俗称に拠っており、同製品の元祖は、増田屋コーポレーションのKOハンマー（ノックアウトハンマー）である。

## 概要

### 構造

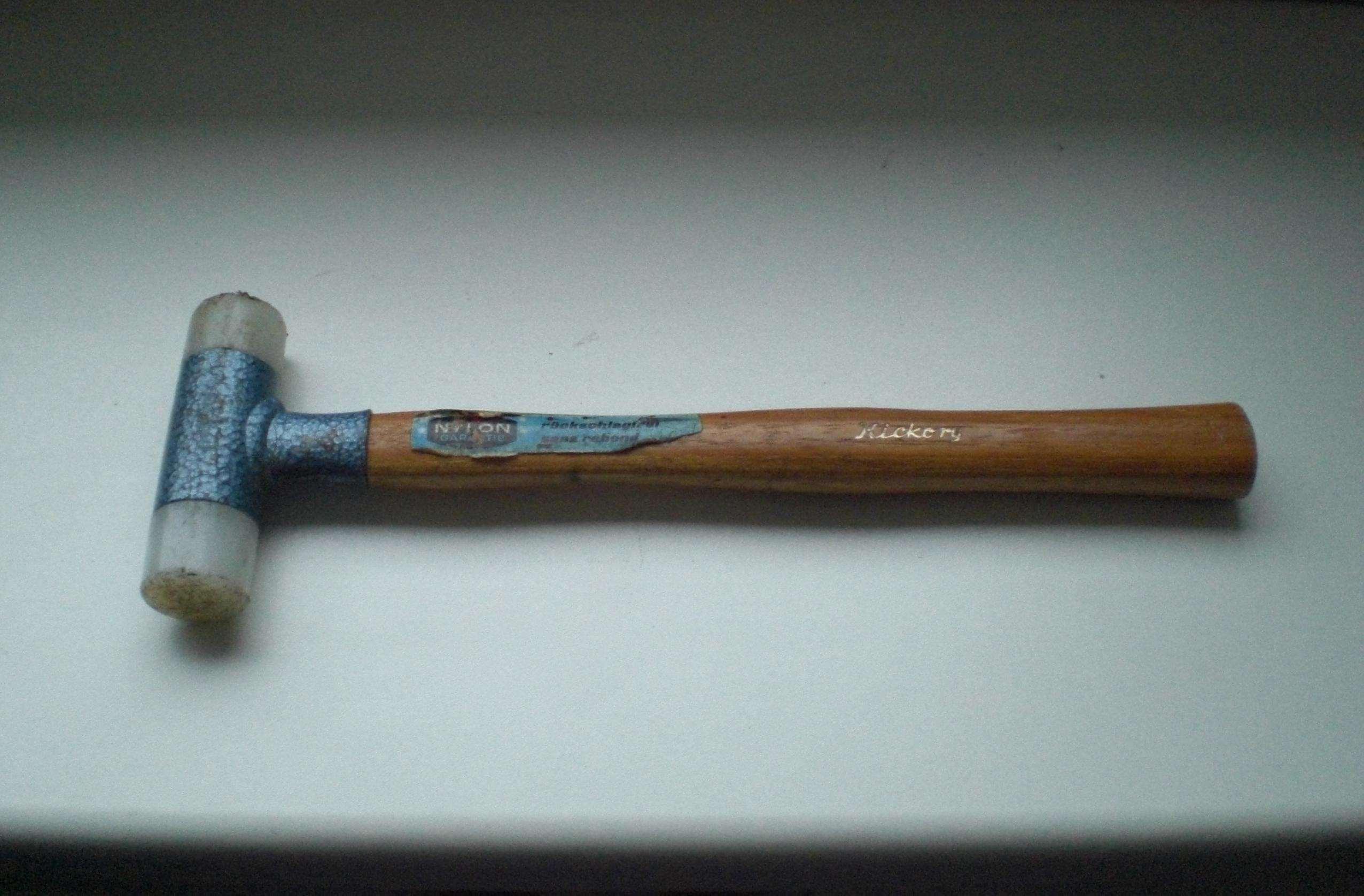
工具としてのプラスチックハンマー

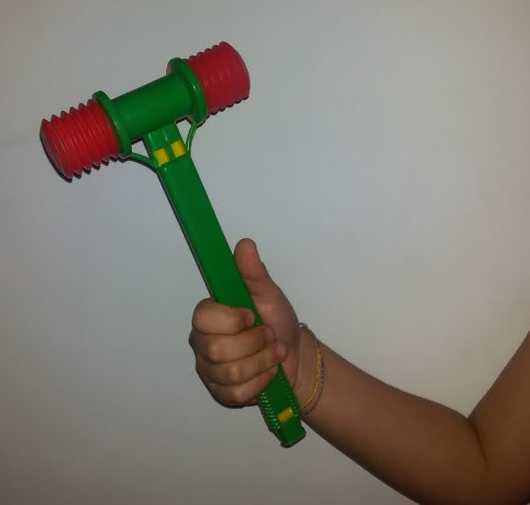
空気ばねおよび笛のついた玩具としてのプラスチックハンマー

この玩具は、大型のハンマーを模した形状をしており、プラスチック類で出来た中空の柄と、中空のハンマー（金槌の金属製打撃部分に相当）部分から成る。柄となる部分の先は様々な形状があるとされる。ハンマー部分の円筒形をした左右の打撃面は、円筒側面に設けられた蛇腹構造によって、ほとんどの打撃を吸収してしまうようになっている。
類似品の玩具として「プラスチックハンマー」があり、こちらも人に対する殺傷力は無い。ただし、工具として同一の名前が付いているプラスチックハンマーは通常の金属で出来たハンマーと比べると打撃力が低く、対象物を傷つけない効果があるが、中身が詰まっており非常に硬質のプラスチックでできているため、人体に使った場合は十分な殺傷力があり危険である。
広く見られる製品では、ハンマー部分が注意を喚起する赤、柄の部分がピンクと白（または黄色と白）のストライプ模様、もしくは黄色一色となっており、ハンマー円筒部分に、柄が差し込まれた形状となっており、柄のハンマー取り付け部分には、内蔵されたプラスチック製の笛が収まる場所が設けられている。またハンマー部分や柄などに、製造企業の商標や、シールが貼り付けられている物も多い。

### 製作の経緯
元祖であるKOハンマーは、1965年に増田屋コーポレーションより発売された。
増田屋が当時の「やわらかい新素材」であったポリエチレンを使ったおもちゃを作ることになったのが発端で、経緯は不明であるがポリエチレンのハンマーが企画された。しかし、最初の試作品では本物のハンマーに寄せたデザインで、実際に殴られたのと同じぐらい痛いものであった。その後、お笑いグループのチャンバラトリオが使用していたハリセンから着想を得て蛇腹のハンマーが作られ、更に笛をつけるなどの改良が加えられて現在の形になった。当初のKOハンマーは柄の部分が黄色であったが、発売後に様々なコピー商品が出回るようになったため、「他社が真似できないように」という意図から柄の部分がピンクと白のストライプ模様に変わった。
現在は、全長55cmのKOハンマーと、全長40cmのミニKOハンマーがある。年間に約15,000個が販売されている。過去にはさらに一回り小さいミニミニKOハンマーもあったが、「物流のコストが合わない」との理由で現在は販売されていない。

### 機能
この玩具では、先端のハンマー部分で叩くと、ハンマー円筒内部の空気が、柄に取り付けられた笛を通じて外に排出される。この際、鞴(ふいご)機能で排出される空気の移動により「ピコッ」と音がする。打撃面は片方だけあるものもあるが、その多くは両側が打撃面となっており、どちらで叩いても同じように機能する。
なお打撃の衝撃は蛇腹部分に吸収されるため、ほとんど痛みが無いとされるものの、大きく振りかぶって打撃が吸収される範囲を超えた運動エネルギーによって行使されると、それ相応に打撃力が発生する。しかし柄の部分も中空のビニールで出来ているため、柄の強度を超えて打撃力を発揮できない。このため、この玩具で人間が殴られても、これによって負傷する事は稀である。
ただし、大型のものは使用されているビニール素材の厚みにより、蛇腹部分があまり縮まないものがある。表面の硬さと相まって打撃力が予想以上に高くなる場合がある。

### 類似商品
1990年代以降では、概要部分で述べた物以外に、薄い塩化ビニル樹脂で出来た、空気を入れて膨らますタイプのものが発売されている。こちらは中に入っている鈴が鳴るという物である。この玩具では、透明となっていて、光が透けて見える物や、逆に重々しい木槌に似せた物など、様々な種類がある。

## 用途
被打撃面に加わる衝撃が小さい為、親しい間柄であれば軽く振りかぶって叩く分には冗談や遊びの範疇で済まされる場合が多い事から、たたいて・かぶって・ジャンケンポンや、バラエティ番組などのツッコミとして使用される事がある。また幼児や児童にも人気があり、これを所持した幼児・児童の手によって、家庭内において家具やペット・家族（例：休日に遊びに連れて行く約束をしているのにまだ寝ている親など）がこのハンマーによって打撃される事も多い。とはいえ、やはり打撃の衝撃をこれが吸収するため、これら被打撃対象物が破損する事は稀である。

## 使用上の注意
この玩具は、安全性が高く負傷しにくいものの、使用された側が驚いて転ぶなどの副次的事件が発生する場合もある。また顔面への打撃は、鼻血などの怪我が発生することもあるとされる。その他、打撃によって不安定な花瓶や家具などが転倒する事により、事故が発生し得る。
この他にも動物を執拗にこれで殴打した場合には、怪我は無くともストレスを与え、動物虐待とみなされる可能性もある。
工具としての「プラスチックハンマー」と本項の「プラスチックハンマー」は名前が同じため混同すると危険である。また、報道や伝聞により意図しない間違いを引き起こす可能性もある。

## その他

### 芸能人などによる使用例
ビートたけし
レギュラー出演のテレビ番組（日本テレビ系『世界まる見え!テレビ特捜部』など）で、相槌の代わりに鳴らしたり、しばしば他の出演者（大抵はたけし軍団・所ジョージ・松村邦洋などのたけしの関連人物）の頭をこれで叩いている姿が見られる。本製品を知り「バラエティ番組で使える」と考えたたけしがテレビ局に依頼し、増田屋コーポレーションより段ボール1箱分のKOハンマーを贈られた。実際に使用したたけしが本製品を気に入って多用するようになり、本製品がピコピコハンマーと呼ばれるきっかけになったとされている。
小宮一浩
テノール歌手で、筑波大学附属駒場中学校・高等学校の音楽科教員でもあった（2019年度をもって退職）。授業中寝ている生徒を「目覚めよ」と言いながら叩いた。また、指示として用いることもあった。
町あかり
シンガーソングライター。代表曲「もぐらたたきのような人」等を歌う時、これを手に持って叩いたり振ったりしている。歌詞の中に「ピコピコハンマーを振る」という記述がある。またライブ等でファンはこれを振って応援する。また本人が使用しているものは、増田屋コーポレーションのKOハンマーである。
楠田亜衣奈
CDのリリースイベントにて、無料で観覧できるミニライブの後、CDを一枚買うと、特典として、ピコピコハンマーで「カツ」を入れて「応援」してもらえるという『くっすんサポーター応援会』いわゆる「カツ入れイベント」を行った。
山川穂高
プロ野球のマイナビオールスター2022でサヨナラホームランを打った清宮幸太郎に対し、本塁で迎える際に手で叩く代わりに使用。また試合中に佐々木朗希とのやりとりの際にも使用した。

### テレビ番組での使用例
アメリカ横断ウルトラクイズ（日本テレビ系）
国内第一次予選（後楽園球場・東京ドーム）や同第二次予選（成田空港、第1回は羽田空港）で、敗者の味方である徳光和夫（第12回〜第16回は渡辺正行）が、敗者のうっぷんばらしのために、ピコピコハンマー（番組内ではピコポンハンマーと呼ばれていた）の叩かれ役となっていた。中には本気で叩きつける敗者もおり、徳光や渡辺は野球の捕手のようなヘルメット・プロテクターを装着して臨んでいたが、それでもあまりの強烈な叩きに壊れてしまう事がしばしばあった。徳光和夫が軽度の脳震盪を起こして急遽病院に行く羽目になったこともあった。
全国高等学校クイズ選手権（日本テレビ系）
初期の地方予選や全国大会において、挑戦者の頭部に早押しボタンを縛りつけ、これをピコピコハンマーで叩いて早押し機を作動させるクイズが存在した。
恋のから騒ぎ（日本テレビ系）
MCである明石家さんまが「さんま 愛の説教部屋」にて出演者をこれで叩きまくった。金色の塗装を施していたが、ポリエチレンには塗料が定着しにくく、出演者を叩くと塗料が剥がれていくため、毎回塗装し直して使用していた。
内村プロデュース（テレビ朝日系）
MCである内村光良が毎回所持する小道具として毎回登場。比較的細めのものである。内村が使用しているものよりサイズが小さいものが、番組グッズとして販売されていた。
オジサンズ11（日本テレビ系）
『アメリカ横断ウルトラクイズ』から数十年の時を経て、市井のサラリーマンのうっぷんばらしのために徳光和夫が叩かれ役として復活（格好はスーツ、ヘルメット共にアメリカ横断ウルトラクイズ時代のものを踏襲）。復活となったコーナー初回では日テレのお膝元・新橋のサラリーマンと飲み屋の店員に、2回目ではキャバクラ嬢に叩かれていた。ここでは不満の規模に応じて、小型ピコハンと金色の塗装を施した大型ピコピコハンマーを用意。コーナー初回では前述の理由により大型ピコハンの塗装が徐々に剥がれていき、最後には塗装部分がほとんど残っていなかった。

### 架空の世界における使用例
ぴこぴこのきらきら
竹本泉の単行本（コミックス）。ピコピコハンマーが重要アイテムとなっている短編が2本収録されている。
テイルズ オブ シリーズ
作中に登場する呪文には、ピコハンによる打撃で相手をふらふら状態にする「ピコハン」がある。上級呪文として、「ピコピコハンマー」もある。派生技として、相手を毒状態にする「ポイハン」や、石化状態にする「コチハン」もある。
勇者王ガオガイガーおよび勇者シリーズ
必殺武器「ゴルディオンハンマー」がピコピコハンマーを模した形になっている。タカラより発売された玩具（DX剛腕戦士ゴルディーマーグ）は実際に打撃部分が軟質PVC樹脂の蛇腹になっており、ピコピコハンマーそのものであった。
また、勇者シリーズ中の最強武装として、『黄金勇者ゴルドラン』で、シャランラ・シースルーの愛機、ウサリンMk-II（マークツー）がこの名前で巨大な本品を所持している。
みえるひと
作中の登場キャラクター、ガクが常備している。感情の高ぶりに応じてピコピコハンマーが木槌になることも。
ムカムカパラダイス
作中のキャラクタームカムカにプレゼントされた。後にストーリー上重要なキーアイテムとなる。
ソニック・ザ・ヘッジホッグ
ソニックのガールフレンドであるエミー・ローズが護身用に所持している。彼女の背丈（90cm）ほどもあり、凄まじい攻撃力を持つ。
ファンタシースターオンライン
接近戦用武器として「トイハンマー」（セイバー属性）がある。攻撃の度にピコッという音がする。
イリスのアトリエ エターナルマナ
ザコキャラのブラウニーが装備し、攻撃を加えてくる。ブラウニーを倒すと捕獲できることがある。調合用アイテムとして使用可能。
大乱闘スマッシュブラザーズシリーズ
大乱闘スマッシュブラザーズX以降の作品で、アイテムの「ゴールデンハンマー」のハズレアイテムとして登場。相手にダメージを与えることはできず、相手に当てても音しかならない。『マリオテニスGC』でもルイージのスペシャルショットに登場している。
マリオカートアーケードグランプリ
パックマン&ミズパックマンの専用アイテムとして登場。
こんねこ
作中で登場ヒロインの一人、悠木菜子が主人公にからかわれて怒ったときにピコピコハンマーを取り出して彼を叩くシーンがある。
アンナさんのおまめ（テレビドラマ）
このドラマの主人公・桃山リリが夜道を歩いているところをピコピコハンマーで襲われた（恐怖のあまり、泣き叫ぶ）（第4話）。
こどものおもちゃ
主人公の倉田紗南が羽山秋人を突っ込むときにピコピコハンマーで叩くシーンが多い（アニメ化されたときはタイアップ商品としてピコピコハンマーが発売された）。
オニデレ
鬼頭衆の内の一人、遊屋三月が武器に使う。熊の顔が付いていて、本気になった時は鎌が出る仕組み。
あそびにいくヨ!（ライトノベル）
作中で、アシストロイドの武装（擬似反物質ハンマー）として出てくる。擬似対消滅現象を起こし、無機物を消滅させる事ができる。
キルミーベイベー
第11話の餅つきの場面に登場する。
サルゲッチュ ピポサル戦記
武器の一つとして登場。「ピコッ」ではなく「バシッ」という音がする。
スカッとゴルフ パンヤ
ピコピコハンマー型のゴルフクラブがゲーム内で限定販売された。
ウィザードリィエクス2
ユニーク武器として『おもちゃの銅鎚』など5種が登場。いずれも洋名は『ピコピコハンマー』。そのままでは換金用同然の武器だが、同一のピコピコハンマーと合成することで命中率と気絶付与率が高まっていく仕様となっている。後に同一スタッフが手掛ける『GENERATION XTH』、『デモンゲイズ』などの3DダンジョンRPGにも良好な命中補正と気絶付与可能な点を共通項として(作品によっては複数種)登場している。
メダロット
ゲーム版『メダロット』他の主人公機の1体である、ヘッドシザース（ロクショウ）の左腕パーツ名が「ピコペコハンマー」、また、『メダロット3』の主人公機の1体である、ドークスの左腕パーツ「インテンスビート」はピコピコハンマーを模した形状をしている。
とびだせどうぶつの森
ゲーム中に登場する「南の島」でミニゲームをするともらえるメダル10枚と交換できる。手に持って使うと、ピコピコハンマーで木や建物や住人をたたくことができる。
マビノギ
サービス開始3周年記念イベントで「おもちゃのハンマー」という名称で配布された武器。「おもちゃ」とある割には、威力は他の鈍器系武器に引けをとらないほどの強さを誇る。